# Crisi costituzionale russa del 1993
La crisi costituzionale russa del 1993 fu una battaglia politica fra il presidente Boris El'cin e il Soviet Supremo della Federazione Russa. Venne risolta con l'intervento delle forze armate che causò, all'incirca, tra i 200 e gli 800 morti, e l'insediamento di Boris El'cin come presidente della Federazione Russa.
In quell'anno le relazioni fra il presidente e il parlamento diventarono sempre più gravi e peggioravano la stabilità sociale ed economica della popolazione. Questa crisi raggiunse l'apice il 21 settembre 1993, quando El'cin, in violazione della Costituzione in vigore che non gli attribuiva un tale potere, decise di sciogliere le due camere del parlamento, ossia il Congresso dei deputati del popolo e il suo Soviet Supremo, sebbene egli fosse privo di tale potere secondo la costituzione allora vigente. El'cin utilizzò i risultati del referendum dell'aprile 1993 per giustificare le proprie azioni e, in risposta, il parlamento dichiarò invalida e non attuabile la decisione del presidente. A seguito di questi eventi il presidente Boris El'cin venne messo in stato di accusa.

## Contesto
Il programma di riforme economiche di El'cin entrò in vigore il 2 gennaio 1992. In poco tempo i prezzi salirono alle stelle, la spesa pubblica venne ridotta ed entrarono in vigore nuove pesanti tasse. Seguì una profonda crisi del credito, compromettendo il settore industriale russo con conseguente fallimento e chiusura di molte fabbriche, segnando l'inizio di una prolungata recessione. Contemporaneamente alcuni politici presero rapidamente le distanze dal programma.
| 1990  | 1991  | 1992   | 1993  | 1994   |
| ----- | ----- | ------ | ----- | ------ |
| -3,0% | -5,0% | -14,5% | -8,7% | -12,7% |

Nel corso del 1992, il fronte all'opposizione alle riforme politiche di El'cin divenne più forte e intrattabile, con i burocrati preoccupati per le condizioni dell'industria e i leader regionali intenzionati ad avere una maggiore indipendenza da Mosca. Il vice presidente russo, Aleksandr Ruckoj, denunciò il programma di El'cin considerandolo un "genocidio economico". Infatti, durante il primo semestre del 1992, il reddito medio della popolazione era diminuito di 2–5 volte. Inoltre i leader delle repubbliche ricche di giacimenti petroliferi, come il Tatarstan e la Baškiria, chiesero la piena indipendenza dalla Russia.

## Assedio ed assalto
Con il decreto 1400 del 21 settembre 1993, El'cin dichiarò il Soviet Supremo dissolto; questo atto era in contraddizione con diversi articoli della Costituzione russa del 1978, modificata tra il 1989 e il 1993, come l'articolo 1216 che stabiliva:

### Conquista della Casa Bianca
Fra il 2 e il 4 ottobre 1993 fu determinante la posizione dell'esercito. I militari esitarono per diverse ore su come rispondere alla richiesta di intervento da parte di El'cin. Quando decisero di intervenire, decine di persone erano già state uccise e centinaia erano state ferite. 
Il piano di azione fu proposto dal capitano Gennadij Zacharov. Dieci carri armati avrebbero dovuto aprire il fuoco sui piani superiori della Casa Bianca russa con l'obiettivo di minimizzare le perdite ma al tempo stesso creare confusione e panico tra i difensori. Quindi le truppe speciali delle unità Vympel e Alpha avrebbero dovuto assaltare l'edificio del parlamento. Secondo Aleksandr Koržakov, guardia del corpo di El'cin, fu inoltre necessario sparare sui piani superiori della Casa Bianca per spaventare i cecchini.

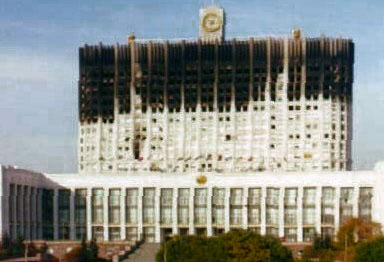
Facciata incendiata della Casa Bianca dopo l'assalto

All'alba del 4 ottobre 1993 l'esercito russo circondò l'edificio del parlamento e, poche ore dopo, i carri armati dell'esercito accerchiarono la Casa Bianca. Alle ore 8:00 di Mosca, la dichiarazione di El'cin fu annunciata dal suo servizio stampa: